# Fodor Ákos (röplabdázó)
Fodor Ákos (Barabás, 1954. július 31. – 2022. január 8.) válogatott magyar röplabdázó, edző.

## Pályafutása
1954. július 31-én Barabáson született Fodor Zoltán és Kölcsey Margit gyermekeként. 1977-ben a Testnevelési Főiskolán testnevelő tanár oklevelet, majd 1985-ben ugyanitt röplabdaszakedzői diplomát szerzett.
1969 és 1973 között a DEAC, 1973 és 1977 között a TFSE, 1977 és 1986 között a Bp. Vasas Izzó illetve a Tungsram SC röplabdázója volt. 1976 és 1982 között 68 alkalommal szerepel a magyar válogatottban. Tagja volt az 1979-es franciaországi Európa-bajnokságon nyolcadik helyezést elért csapatnak.
Visszavonulása után a magyar női válogatott másodedzőjeként tevékenykedett, illetve 1986 és 1990 között a Tungsram női csapatának a vezetőedzőjeként volt, ahol egy bajnoki címet és kupagyőzelmet ért el az együttessel. Ezt követően testnevelő tanárként és utánpótlásedzőként dolgozott még évtizedekig.

## Sikerei, díjai

### Játékosként
Tungsram SC (Bp. Vasas Izzó)
- Magyar bajnokság
  - bajnok (3): 1983–84, 1984–85, 1985–86
  - 2. (2): 1978, 1982–83
  - 3. (2): 1979, 1981
- Magyar kupa (MNK)
  - győztes (3): 1983–84, 1984–85, 1985–86
  - 3. (4): 1977, 1978, 1979, 1982–83

### Edzőként
Tungsram SC – női csapat
- Magyar bajnokság
  - bajnok: 1987–88
  - 2.: 1986–87, 1988–89
- Magyar kupa (MNK)
  - győztes (2): 1987–88, 1988–89
  - 2.: 1986–87